# Passiflora sublanceolata
Passiflora sublanceolata là một loài thực vật có hoa trong họ Lạc tiên. Loài này được (Killip) J.M. MacDougal mô tả khoa học đầu tiên năm 2004.